# Yu Shiotani
Yu Shiotani –en japonés: 塩谷優, Yu Shiotani– (Tokio, 27 de octubre de 2001) es un deportista japonés que compite en lucha grecorromana. Ganó una medalla de bronce en el Campeonato Mundial de Lucha de 2022, en la categoría de 55 kg.

## Palmarés internacional
| Campeonato Mundial | Campeonato Mundial | Campeonato Mundial | Campeonato Mundial |
| Año                | Lugar              | Medalla            | Categoría          |
| ------------------ | ------------------ | ------------------ | ------------------ |
| 2022               | Belgrado (Serbia)  | Medalla de bronce  | 55 kg              |